# Morris Glacier (glaciär i Antarktis)
Morris Glacier är en glaciär i Antarktis. Den ligger i Västantarktis. Nya Zeeland gör anspråk på området. Morris Glacier ligger 509 meter över havet.
Terrängen runt Morris Glacier är kuperad åt sydväst, men åt nordost är den platt. Trakten är obefolkad. Det finns inga samhällen i närheten. 